# Dakishimetai
Dakishimetai (抱きしめたい?) è un brano musicale del gruppo musicale giapponese Mr. Children, pubblicato come loro secondo singolo il 1º dicembre 1992, ed incluso nell'album Kind of Love. Il singolo ha raggiunto la cinquantaseiesima posizione della classifica Oricon dei singoli più venduti in Giappone, vendendo 60 790 copie. Il brano è stato utilizzato come insert song del dorama televisivo Pure.

## Tracce
CD Singolo TFDC-28014
1. Dakishimetai (抱きしめたい)
2. Kimi no Koto Igai wa Nanimo Kangaerarenai (君の事以外は何も考えられない)
3. Dakishimetai (Instrumental Version) (抱きしめたい)

## Classifiche
| Classifica (1992) | Posizione più alta |
| ----------------- | ------------------ |
| Giappone (Oricon) | 56                 |